# Přívozy na Císařskou louku

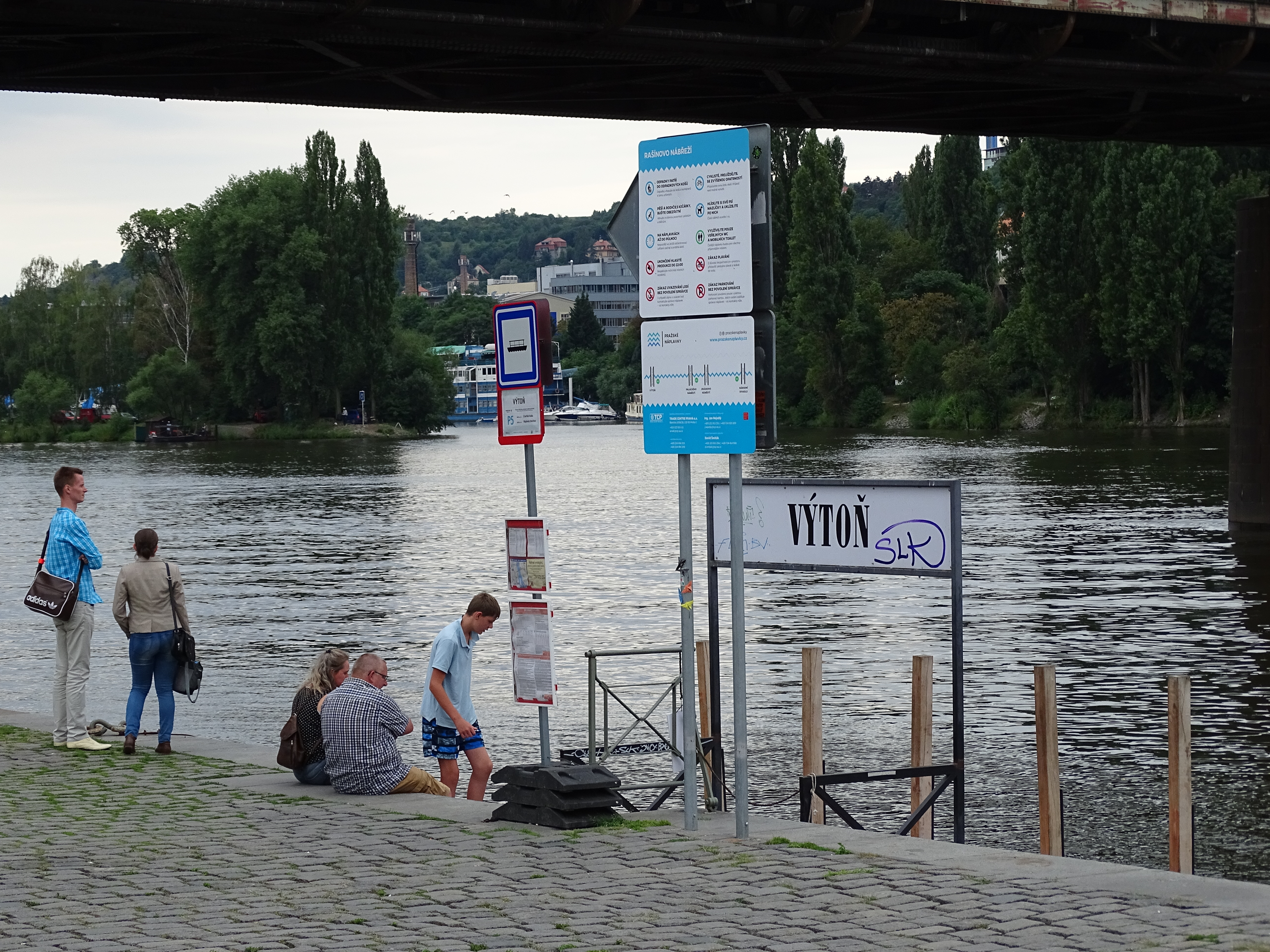
Přístaviště Výtoň na vyšehradské části nábřeží, rok 2016

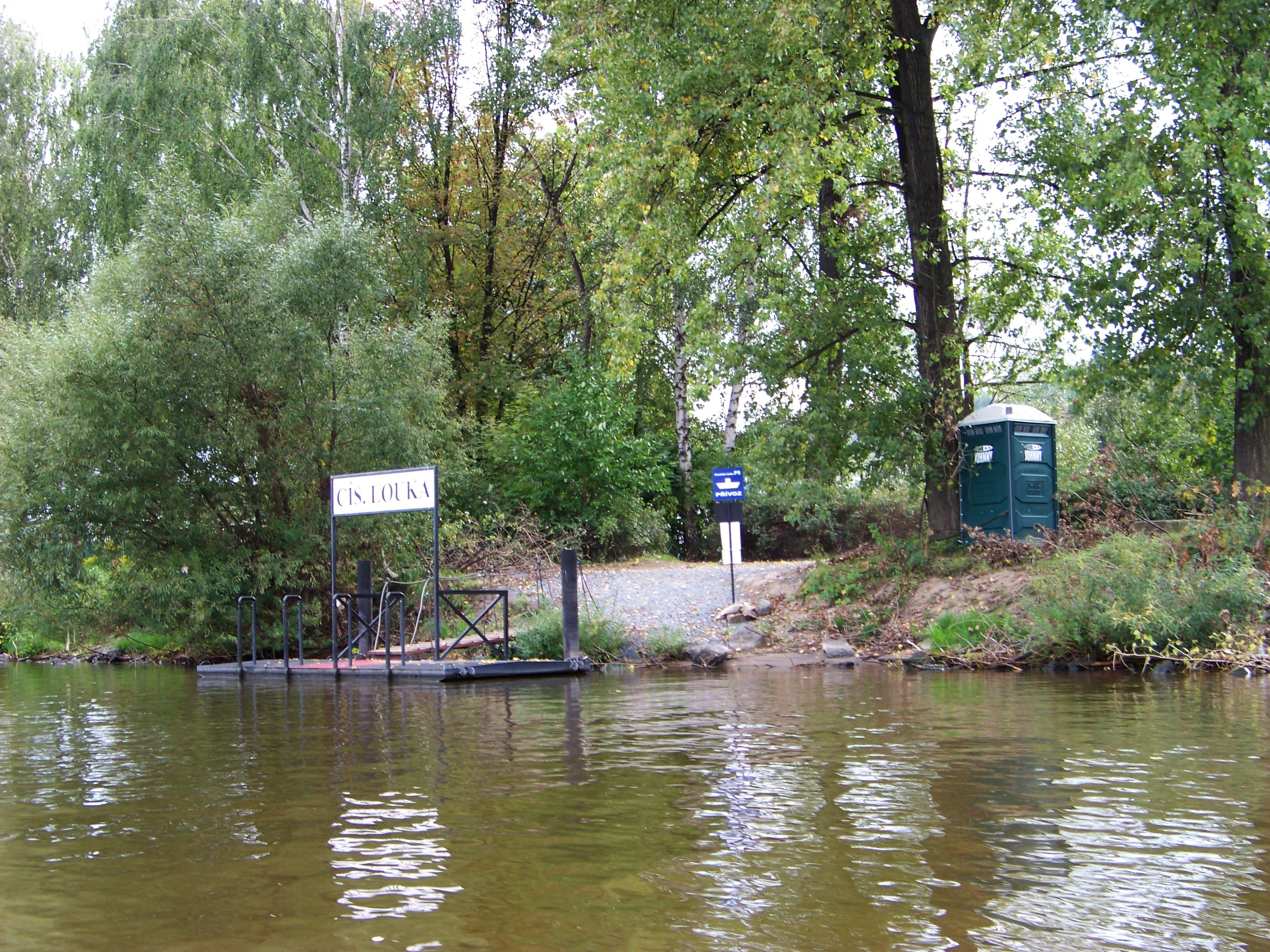
Přístaviště Císařská louka v roce 2013

Přívoz Pražské integrované dopravy P5 na Císařskou louku existoval v různých variantách od 1. srpna 2008, v roce 2020 byla trasa rozdělena na přívozy P5 a P4. Provozovatelem je společnost Pražské Benátky s. r. o., kterou vlastní Zdeněk Bergman. Přívoz je v sezóně (zpravidla od dubna do října) plně zaintegrován do PID, jízdní kola a kočárky se přepravují zdarma. Od 15. prosince 2017 po dobu uzavření lávek železničního mostu byla na přívoze PID zavedena bezplatná přeprava a přívoz zůstal v provozu i přes zimu. Na podzim 2018 zůstal v provozu i po sezóně, ale mimo rámec PID, za komerční jízdné.
V letech 2008 až 2011 jezdil přívoz P5 v trase Císařská louka - Jiráskovo náměstí (viz samostatný článek), nejprve jako sezónní, v letech 2010 a 2011 jako celoroční. V sezónách 2012 a 2013 byl v provozu již jen v trase Kotevní – Císařská louka – Výtoň, v sezóně 2014 ve dvou větvích trasy Císařská louka – Výtoň a zpět a Císařská louka – Kotevní a zpět, v sezóně 2015 byla obě pobřežní přístaviště přesunuta níže po proudu a trasa upravena na Císařská louka – Výtoň – Náplavka Smíchov a zpět. Od 15. prosince 2017 od uzavření pěších lávek na železničním mostu přívoz plul v trase  Císařská louka – Kotevní – Výtoň, v mezisezonních obdobích 2018/2019 a 2019/2020 byl provozován jako komerční pod názvem Vyšehradský přívoz mimo rámec PID. Od 1. června 2020 byl zaveden opět ve dvou větvích, tentokrát označených jako samostatné linky  P5 Císařská louka – Výtoň a zpět a P4 Císařská louka – Kotevní a zpět. Od 10. července 2020 pak magistrát zajistil souběžné provozování neintegrovaného zpoplatněného přívozu mezi oběma náplavkami bez zajíždění na Císařskou louku. Přístaviště Kotevní, Náplavka Smíchov a Císařská louka spadají na území Smíchova v městské části Praha 5, přístaviště Výtoň leželo v některých obdobích na území Nového Města v městské části Praha 2, v některých obdobích na území Vyšehradu. Zázemí převozníka je u přístaviště Císařská louka. Protože vltavské břehy jsou v těchto místech propojeny vyšehradským železničním mostem, který je vybaven dvěma chodníky, má přívoz dopravní význam zejména pro obsluhu ostrova Císařská louka, kde se nachází jachtařská střediska a tábořiště. Trasa plavby poskytuje atraktivní výhled na vyšehradskou skálu a vyšehradský železniční most.

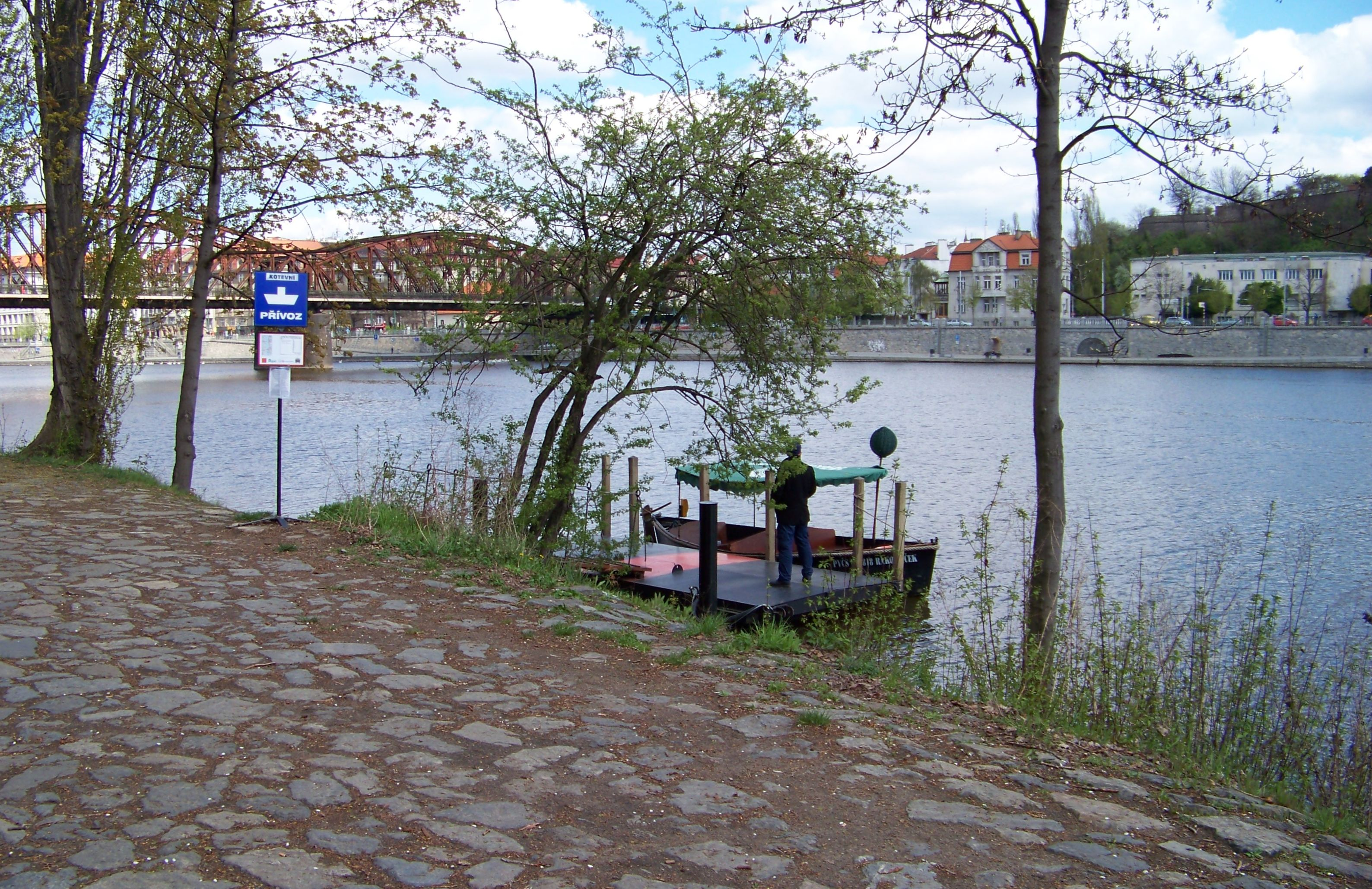
Přístaviště Kotevní v roce 2012, pohled k Výtoni

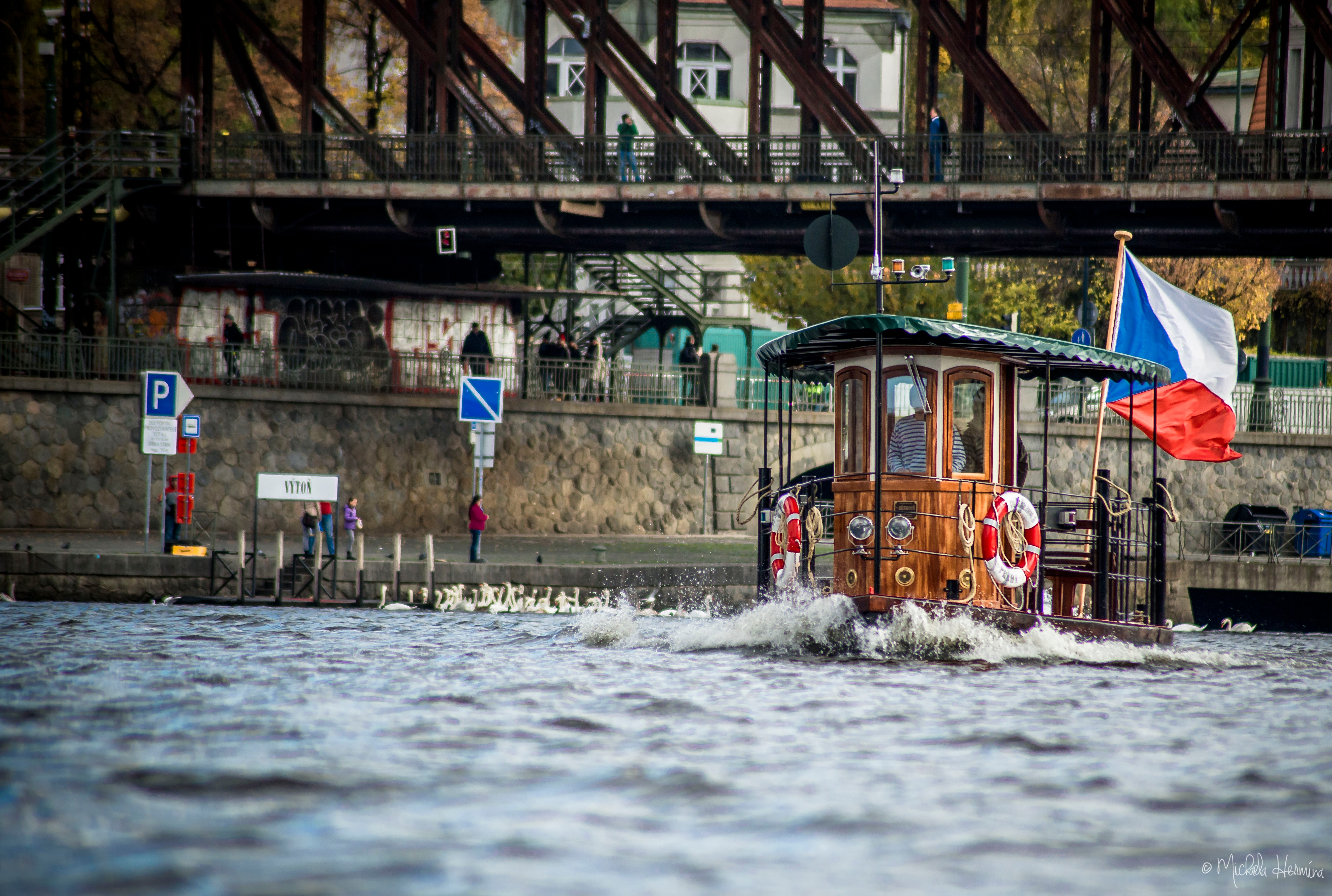
Převoznická loď Břehouš typu Naomi při obsluze přívozu na Výtoni v roce 2016

## Historie

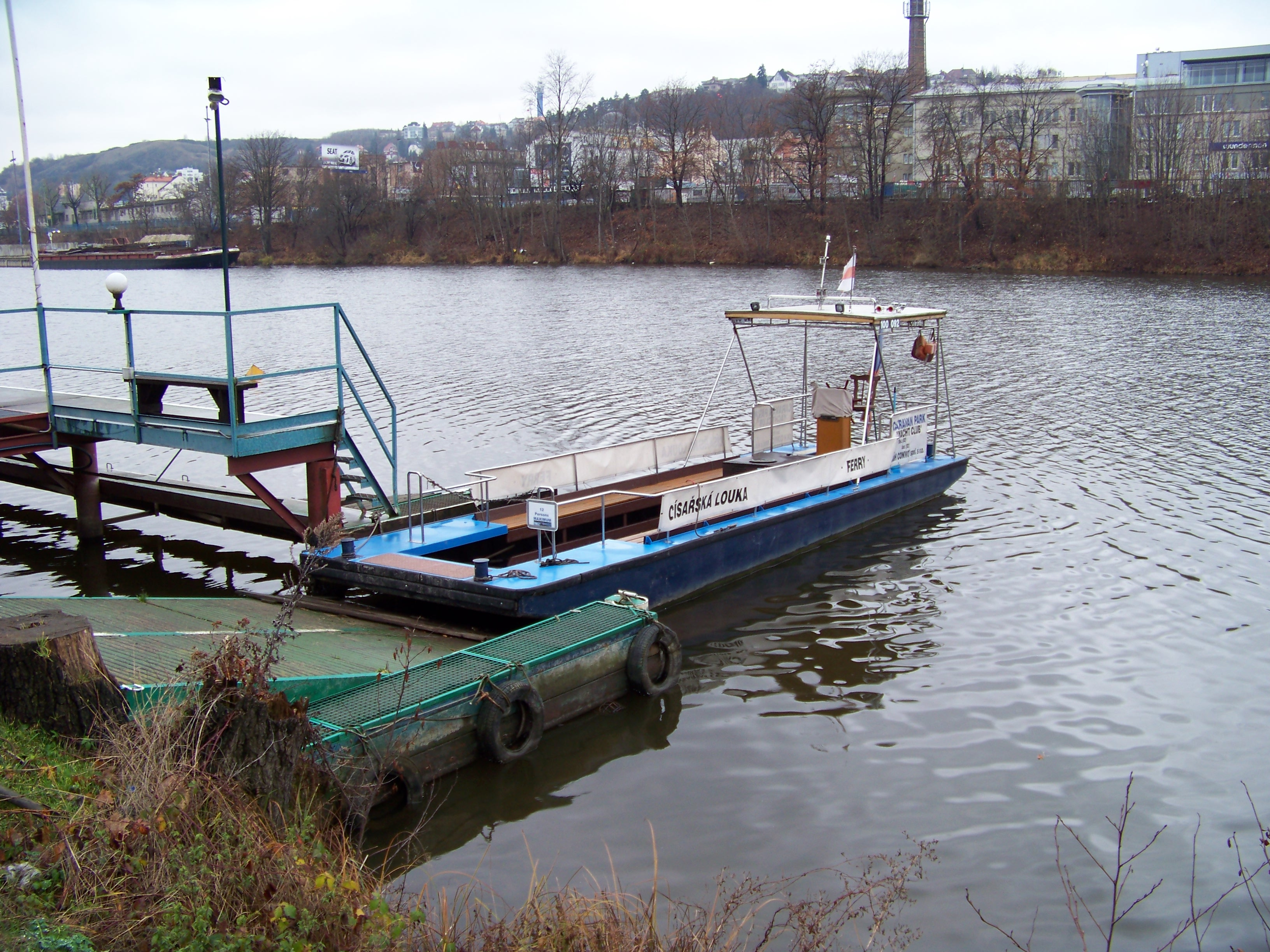
Převozní loď a přístaviště přívozu Císařská louka na levé straně ostrova. Tento přívoz jezdil cca v letech 2006 a 2007, foto je z roku 2009

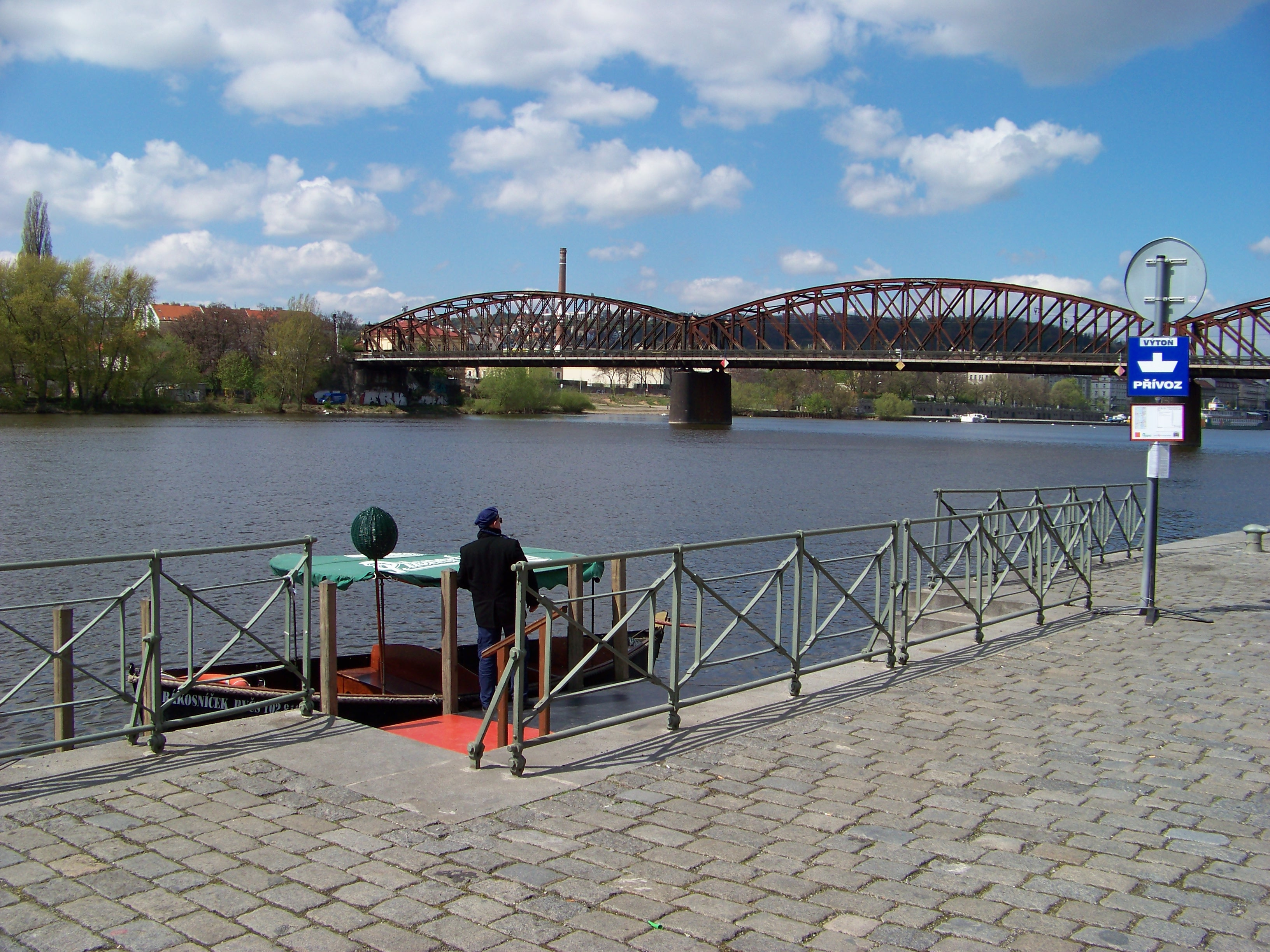
Přístaviště Výtoň na vyšehradské části nábřeží, rok 2012

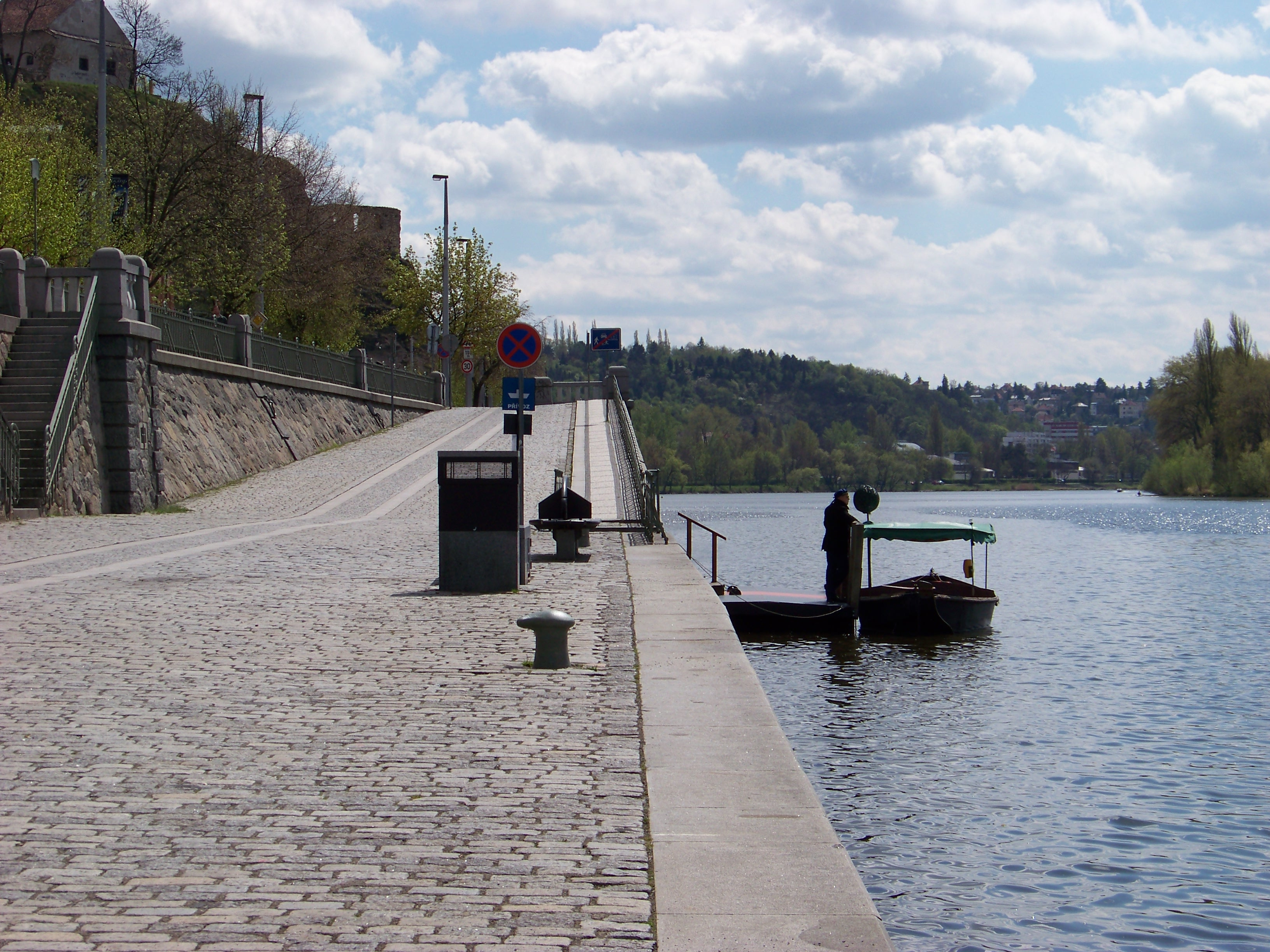
Přístaviště Výtoň na vyšehradské části nábřeží, rok 2012

Část trasy mezi Výtoní a Císařskou loukou je náhradou za část dřívější linky P5, která od 1. srpna 2008 do 12. prosince 2011 sezonně jezdila v trase Jiráskovo náměstí – Botel Admirál – Výtoň – Císařská louka. V roce 2010 bylo rozhodnuto o jejím celoročním provozu, avšak v prosinci 2011 byla z úsporných důvodů zrušena. Nová, kratší trasa přívozu P5 od 31. března 2012 má oproti zrušené lince lépe plnit úlohu dopravního prostředku pro každodenní cestování.
Smíchovská část trasy přívozu, propojení ostrova Císařská louka s levým, smíchovským břehem, navazuje na existenci dřívějšího přívozu přes rameno smíchovského přístavu, který byl v provozu ještě kolem roku 2007. Přívoz přes ústí přístavu byl provozován nejméně od vzniku ostrova (vyhloubení přístavního kanálu) roku 1903 do roku 1986, přibližně od roku 1991 provizorium v nové poloze od ul. U Královské louky, přibližně od roku 2001 opět v nové poloze. Byl zmiňován jako poslední dochovaný pražský přívoz v 80. letech (jinak bývá za poslední přívoz označován sedlecký). Někdy před rokem 1992 přívoz provozovala Věra Kadlecová z Prahy 5, která od roku 1992 místo něj provozovala přívoz Kazín - Dolní Mokropsy. Přívoz na Císařskou louku přepravoval osoby a jízdní kola na motorovém prámu, provozovatelem byla loděnice na Císařské louce. Dřívější převozníci: Marie a Pavel Bílkovi. V letech 2006 a 2007 byl přívoz od botelu Vodník znovu provozován pod hlavičkou Yacht Club Císařská louka Praha – Caravan Park, s hodinovým intervalem a základním jízdným 20 Kč, za jízdní kolo 20 Kč, děti 10 Kč, směrovky k přístavišti a ceník s jízdním řádem jsou na ostrově umístěny dosud (2009). Podle některých tabulí a nápisů pokračoval přívoz až na Výtoň. Územní plán obsahuje v místech přívozu novou lávku. Od roku 2016 přívoz obsluhuje bezbariérová loď typu Naomi.

## Trasa
O trase přívozu P5 v letech 2008–2011 pojednává samostatný článek Přívoz Císařská louka - Jiráskovo náměstí.
Od roku 2012 je zázemí pro převozníka u přístaviště Císařská louka. To je umístěno u návodní špice ostrova (dřívější linka P5 měla přístaviště blíže středu ostrova).
V letech 2012 a 2013 byl provoz organizován tak, že jízdy podle jízdního řádu se konaly mezi přístavišti Kotevní a Výtoň s mezizastávkou na Císařské louce. Reálně však loď zpravidla nezajížděla k přístavišti Císařská louka nebo Kotevní, pokud tam nikdo necestoval ani nečekal. Původní přístaviště:
- Kotevní: levý břeh, v úrovni severního konce ostrova Císařské louka, návaznost na cyklotrasu A13, asi 500 metrů od dopravního terminálu Smíchovské nádraží
- Císařská louka: na pravém břehu severního cípu ostrova Císařská louka, návaznost na cyklotrasu po ostrově
- Výtoň: pravý břeh, návaznost na cyklotrasy A2 a A23. Oproti dřívějšímu přístavišti přívozu P5 je umístěno jižněji, z Nového Města na území čtvrti Vyšehrad

Jízdní doba v jednom směru byla podle jízdního řádu 5 minut, z toho 3 minuty mezi Císařskou loukou a Výtoní a 2 minuty mezi Císařskou loukou a přístavištěm Kotevní. V sezoně (od dubna do října) jezdil přívoz denně cca od 8 do 20 hodin v intervalu 30 minut, při zvýšené poptávce mohl být, podle informace na webu ROPIDu, vložen posilový spoj. Jízdní řád byl synchronizován tak, aby z Císařské louky odplouvala loď každou celou čtvrthodinu, a to střídavě k pravému a levému břehu řeky.
Jízdní řád pro rok 2014 (platný od 29. března) fakticky rozdělil linku P5 na dvě samostatné trasy, obsluhované střídavě: Císařská louka–Výtoň a zpět a Císařská louka–Kotevní a zpět, tj. žádný spoj nepropojoval pravý břeh s levým a bylo zrušeno vyčkávání lodě na Výtoni a omezeny manipulační plavby.
Linkový jízdní řád platný od 28. března 2015 měl sice i nadále nadpis „Kotevní – Císařská louka – Výtoň“, ale smíchovské přístaviště Kotevní bylo v trase nahrazeno novým přístavištěm Náplavka Smíchov, umístěným níže po proudu, a přístaviště Výtoň bylo přemístěno zpět na novoměstskou stranu nábřeží. Pořadí zastávek se změnilo na Císařská louka – Výtoň – Náplavka Smíchov, kde ihned pokračuje jako zpáteční spoj v trase Náplavka Smíchov – Výtoň – Císařská louka. Z Císařské louky vyplouvá v provozní době (od 8 do 20 hodin) v každou celou půlhodinu, v sobotu od 9 do 13 hodin je interval čtvrthodinový. Celý okruh trvá 12 minut.
Od 15. prosince 2017 byla z důvodu uzavření pěších lávek na železničním mostu změněna trasa přívozu, provoz byl posílen a byla zavedena bezplatná přeprava. Místo přístaviště Náplavka Smíchov jezdil přívoz na levém břehu opět do přístaviště Kotevní, jižně od železničního mostu. Interval byl ve špičkách desetiminutový, v sedlech a večer dvacetiminutový. Výchozím místem plavby je Císařská louka, plavby se konaly v trase Císařská louka – Kotevní – Výtoň – Kotevní – Císařská louka, přičemž v zastávkách Výtoň a Císařská louka byli cestující povinni vystoupit a případně se zařadit za čekající cestující. Rozsah provozu byl v pracovní dny od 7 do 19 hodin, o víkendech od 8 do 19 hodin.
Na podzim 2018 po zprovoznění jedné z pěších lávek na železničním mostě byla ukončena sezóna přívozu PID P5, ale přívoz byl mezi sezónami nadále provozován ve stejné trase jako komerční přívoz nezařazený do PID, za plné jízdné 30 Kč a zlevněné jízdné 20 Kč, přičemž za jedno jízdné lze bez vystoupení projet celou trasu přívozu jako okružní, tedy 4 zastávky. Jezdil pod názvem Vyšehradský přívoz. 
Zahájení sezóny 2020 bylo kvůli pandemii nemoci covid-19 odloženo na 1. června 2020. Trasa byla rozdělena na dvě větve podobně jako v roce 2014, ale tentokrát oficiálně jako dvě samostatné linky. Označení P5 zůstalo trase Císařská louka – Výtoň a zpět. Trasa Císařská louka – Kotevní dostala nové označení P4 (které naposledy nesl kazínský přívoz). 
Od 10. července 2020 pak magistrát zajistil souběžné provozování neintegrovaného zpoplatněného přívozu mezi oběma náplavkami (Rašínova a Hořejšího nábřeží) bez zajíždění na Císařskou louku. Přívoz není začleněn do Pražské integrované dopravy a nemá ani typické označení linky. Jednotné jízdné je 20 Kč, slevy pro seniory, děti a studenty zde nejsou. Provozovatelem je společnost Pražské Benátky, na přívoz je nasazena jedenáctimetrová převozní loď Šemík o kapacitě 40 cestujících, která v předchozím roce až do 30. června 2020 zajišťovala dočasnou náhradní dopravu na labském přívoze Štětí. Přívoz má být v provoz denně od 10 do 22 hodin (v sobotu, kdy se konají farmářské trhy, již od 7:30 hodin) v intervalu 15 minut. Ve zřízení a propagaci přívozu se neangažoval pražský radní pro dopravu, jak je obvyklé u ostatních přívozů, ale radní pro správu majetku Jan Chabr, do jehož působnosti patří správa náplavek, a kurátor náplavek Petr Hozman. Jeho cílem je z náplavek udělat centrum života obyvatel Prahy a přívoz má tomuto úkolu napomáhat. Náplavka na Rašínově nábřeží totiž bývá často zaplněná lidmi, kdežto na druhé straně podle něj tolik hostů většinou není. Přívoz má být situován severněji než dosavadní přívozy, v úrovni ulic Trojická a Jindřicha Plachty; přístaviště jsou označena názvy Smíchov a Podskalí. Jízdní řád má být v průběhu roku upravován dle poptávky cestujících – v době jeho zřízení ještě nebylo rozhodnuto, jestli provoz bude jen sezonní s výlukou od listopadu do dubna, nebo celoroční.

## Využívanost
- 2008: 41 576 přepravených osob
- 2009: 36 584 přepravených osob
- 2010: 52 285 přepravených osob
- 2011: 35 198 přepravených osob
- 2012: 47 4947[zdroj⁠?!] přepravených osob
- 2013: 32 004 přepravených osob
- 2014: 32 758 přepravených osob
- 2015: 49 819 přepravených osob
- 2016: 76 753 přepravených osob